# Michelle Edwards (basket-ball)
Pour les articles homonymes, voir Michelle Edwards.
Michelle Edwards (née le 6 mars 1966 à Boston, Massachusetts) est une ancienne joueuse américaine de basket-ball de Women's National Basketball Association et actuellement entraîneuse.

## Biographie
Après débuté tardivement le basket-ball au lycée, elle évolue avec les Hawkeyes de l'Iowa de 1984 à 1988 sous la direction de C. Vivian Stringer. Elle s'impose dès son année freshman où les Hawkeyes obtiennent 20 succès pour 8 revers et progressent pour atteindre le tournoi final NCAA à deux reprises (1987, 1988). Elle marque un total 1 821 points 431 passes décisives et 235 interceptions. En senior, elle surnommée "Ice" pour son calme des moments cruciaux de fins de rencontres. Élue joueuse de l'année de la Big Ten Conference. En 2000, Iowa la nomme à son Hallm of Fame et elle est la première joueuse à voir son maillot retiré. 
En 1991, elle remporte la médaille de bronze avec l'équipe nationale américaine aux Jeux panaméricains.
Approchée par Janice Lawrence Braxton, elle intègre le staff de Scarlet Knights de l'Université Rutgers en 2002, comme coach puis dirigeante.
Elle est professionnelle en Italie (Pistoia, Pavie, Ferrara, Faenza) de 1988 à 1997. Elle est trois fois meilleure joueuse du All-Star Game italien. En 1997, elle retourne aux États-Unis pour participer à la fondation de la WNBA étant l'une des seize joueuses de l'allocation initiale de la draft WNBA 1997. Elle y joue cinq saisons, d'abord pour les Rockers de Cleveland qui la transfèrent au cours de sa quatrième saison pour le Storm de Seattle pour des moyennes en carrière de 7,6 points et 2,8 passes décisives.
En 2014, elle est introduite au Women's Basketball Hall of Fame 